# Uster
Uster a svájci Zürich kanton Uster körzetének központja. Több mint 30 000 fős lakosságával a kanton harmadik legnagyobb városa. Egyike Svájc 20 legnagyobb városának. A Greifensee partján fekszik.
Uster 2001-ben elnyerte a Wakker-díjat.

## Története

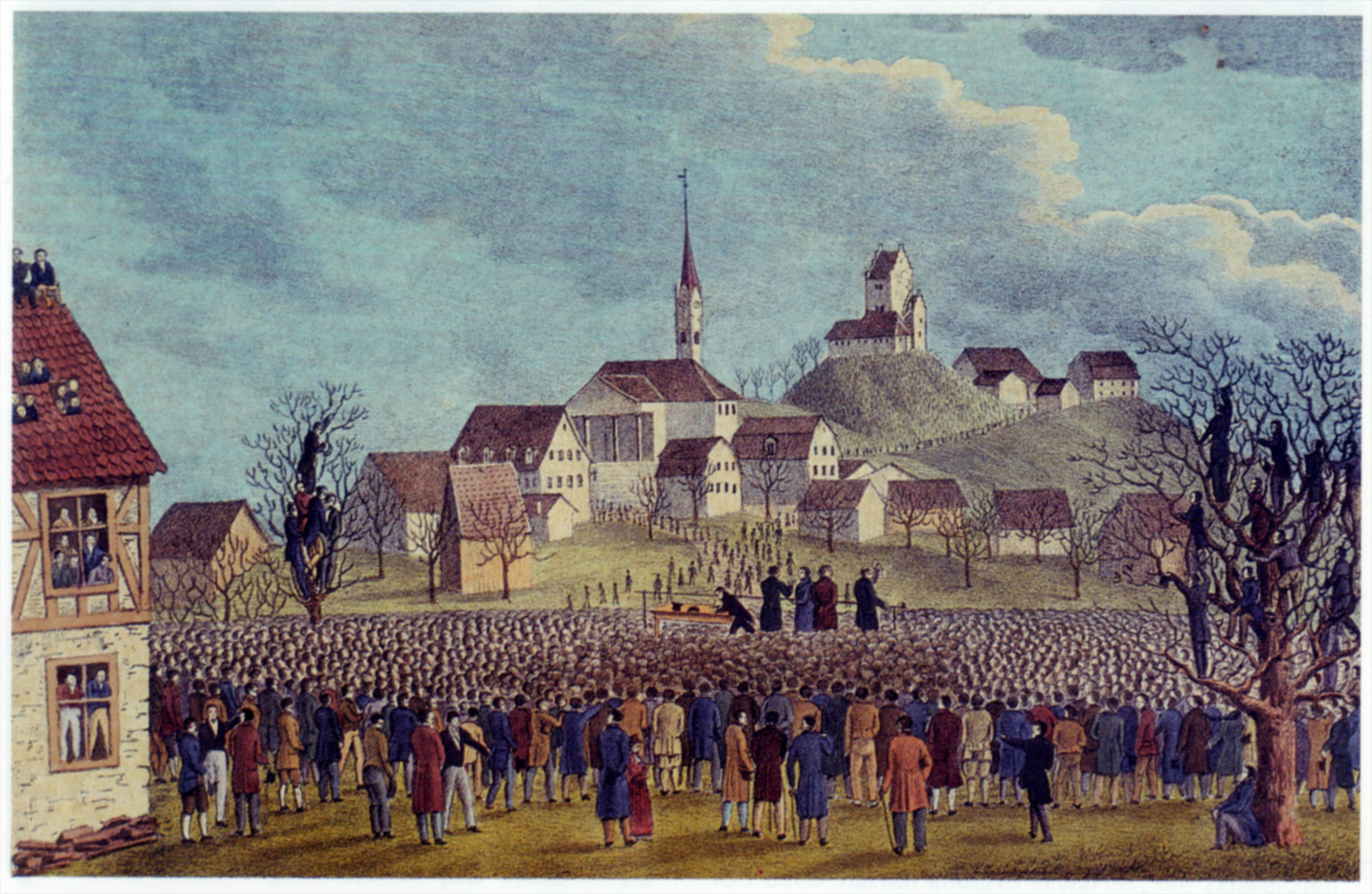
Ustertag on 22 November 1830

741-ben említik először az itteni Riedikon falu nevét. Usterről az első fennmaradt dokumentum 775-ből származik. Az usteri várat először 1267-ben említik meg. Ekkor Bonstetten bárójának a birtokában volt.
1444 májusában a régi zürichi háború alatt a Régi Svájci Konföderáció megpróbálta bevenni a közeli Greifensee városát. Ezt körülbelül 70 – többségében Amt Greifensee, kisebb részben Habsburg és zürichi – katona védte. Négy hetes harc után 1444. május 27-én a város végül elesett. Két védő kivételével az összest lefejezték. Köztük volt a vezérük, Wildhans von Breitenlandenberg is.A tömeges kivégzést akkor még háború idején is méltatlan és igazságtalan halálnak tartották. Május 29-én Greifensee várát és a várost is bevették, a védő falakat pedig lerombolták.